# جيريمي بيتس
جيريمي بيتس (بالإنجليزية: Jeremy Bates)‏ هو لاعب كرة قدم أمريكية أمريكي، ولد في 27 أغسطس 1976 في مانهاتن في الولايات المتحدة.